# 59丁目-コロンバス・サークル駅
59丁目-コロンバス・サークル駅（59ちょうめ コロンバス・サークルえき、英: 59th Street–Columbus Circle）は、ニューヨーク市地下鉄の複合駅で、IRTブロードウェイ-7番街線とIND8番街線が駅舎を共有している。ニューヨーク市地下鉄で7番目に利用者が多い駅である。59丁目・ブロードウェイ・8番街が交差するミッドタウンのコロンバス・サークルの地下にある。以下の各系統が停車する。

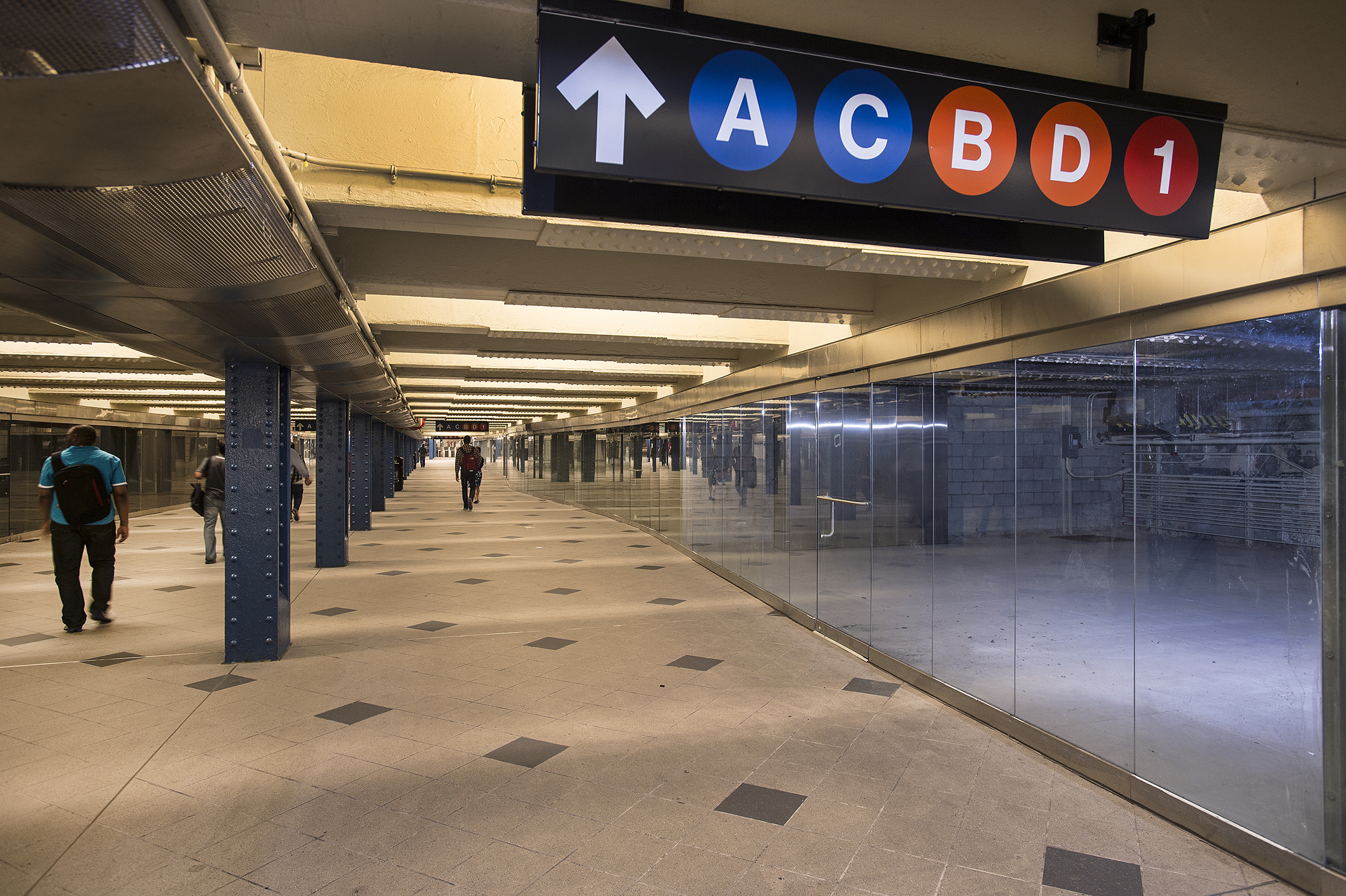
新しく整備された貸店舗スペース

- 終日：1系統、A系統、D系統
- 深夜帯以外：C系統
- 平日23時まで：B系統
- 深夜帯：2系統

## 駅構造
| G  | 地上階                                                            | 出入口 |
| B1 | 改札階                                                            | 改札、駅員詰所、メトロカード券売機店舗 （コロンバス・サークル-セントラルパーク・ウェスト交差点北東角と8番街-コロンバス・サークル交差点南西角にエレベーターあり） |
| B1 | 相対式ホーム、右側ドアが開く                                      | |
| B1 | 北行緩行線                                                        | ← ヴァン・コートラント・パーク-242丁目駅行き（66丁目-リンカーン・センター駅） ← 深夜帯：ウェイクフィールド-241丁目駅行き（66丁目-リンカーン・センター駅） |
| B1 | 北行急行線                                                        | ← 深夜帯以外：通過 ← 通過 |
| B1 | 南行急行線                                                        | → 深夜帯以外：通過 → → 通過 → |
| B1 | 南行緩行線                                                        | → サウス・フェリー駅行き（50丁目駅）→ → 深夜帯：ブルックリン・カレッジ駅行き（50丁目駅）→ |
| B1 | 相対式ホーム、右側ドアが開く                                      | |
| B2 | 中間階                                                            | 路線間/ホーム間乗換 |
| B3 | 北行緩行線                                                        | ← ラッシュ時：ベッドフォード・パーク・ブールバード駅行き（72丁目駅） ← 平日日中：145丁目駅行き（72丁目駅） ← 168丁目駅行き（72丁目駅） ← 深夜帯：インウッド-207丁目駅行き（72丁目駅）                                                                                             |
| B3 | 島式ホーム、緩行線は左側、急行線は右側のドアが開く                | |
| B3 | 北行急行線                                                        | ← 深夜帯以外：インウッド-207丁目駅行き（125丁目駅） ← ノーウッド-205丁目駅行き（125丁目駅） |
| B3 | 島式ホーム、IRTブロードウェイ-7番街線ホームとの連絡通路として供用 | |
| B3 | 南行急行線                                                        | → 深夜帯以外：オゾン・パーク駅、モット・アベニュー駅行き（42丁目-ポート・オーソリティ・バスターミナル駅）→ 夕ラッシュ：ロッカウェイ・パーク-ビーチ116丁目駅行き（42丁目-ポート・オーソリティ・バスターミナル駅）→ コニー・アイランド-スティルウェル・アベニュー駅行き（7番街駅）→ |
| B3 | 島式ホーム、緩行線は左側、急行線は右側ドアが開く                  | |
| B3 | 南行緩行線                                                        | → 平日：ブライトン・ビーチ駅行き（7番街駅）→ ユークリッド・アベニュー駅行き（50丁目駅）→ 深夜帯：ファー・ロッカウェイ-モット・アベニュー駅行き（50丁目駅）→ |

### 出入口
59丁目-コロンバス・サークル駅には通りに面したエントランス/出口が多数ある。コロンバス・サークルの北端にある出口からはトランプ・インターナショナル・ホテル・アンド・タワーに出られる。2人幅の階段を下って使われなくなったトークン・ブースと自動改札機が並ぶ改札を抜けると、IND8番街線のメザニンおよびIRTブロードウェイ-7番街線の北行ホーム北端に出られる。また、階段の裏側にはエレベーターも設けられている。
ブロードウェイ-西60丁目交差点の北西角にある階段からは自動改札機3台が置かれた無人改札口に降りることができ、直接IRTブロードウェイ-7番街線の南行ホーム北端に行くことができる。また、この交差点の南側にある階段からは、同じホームの中央に出る自動改札機の前に降りることができる。
西58丁目-ブロードウェイ交差点の北西角にあるタイム・ワーナー・センターからはエレベーター、エスカレーター、階段で改札口に降りることができる。さらに階段を降りるとIND8番街線ホームの南端、あるいは通路を通ってIRTブロードウェイ-7番街線の南行ホームに出られる。メザニンには西58丁目-ブロードウェイ交差点の北東角に出る階段もある。また、通路を通って西59丁目-8番街交差点の南東角に出る階段に行くこともできる。この階段はハースト・タワーの中に設けられている。
IRTブロードウェイ-7番街線の北行ホーム南端には自動改札機を備えた無人改札口があり、階段で西59丁目-ブロードウェイ交差点の南東角・南西角に出ることができる。
また、IND8番街線ホームから61丁目-セントラルパーク・ウェストへの出口は閉鎖されている。

## IRTブロードウェイ-7番街線
IRTブロードウェイ-7番街線 59丁目-コロンバス・サークル駅は1904年10月27日に開業した相対式ホーム2面4線の駅である。
当駅は今でこそIND8番街線との重要な乗換駅であるが、建設されたのはIND8番街線の開業以前のことで、急行停車駅でもなかった。IND8番街線の開業に伴い、ニューヨークシティ・トランジット・オーソリティは緩行線をホームの外側に敷き直すことで急行停車駅に転換しようと考えていた。これは72丁目駅を島式ホームの急行線側にフェンスや壁を建てることで緩行駅にしたのと似たやり方であった。
開業時には北行ホームと南行ホームの間にアンダーパスが設けられていたが、1970年代に閉鎖されて階段の入口も塞がれてしまった。現在ではIND8番街線のメザニンやホームを連絡通路として使っている。各ホームとも改札が2か所あり、うち1か所はメザニンを通ってIND8番街線ホームに行くことができる。

### 画像

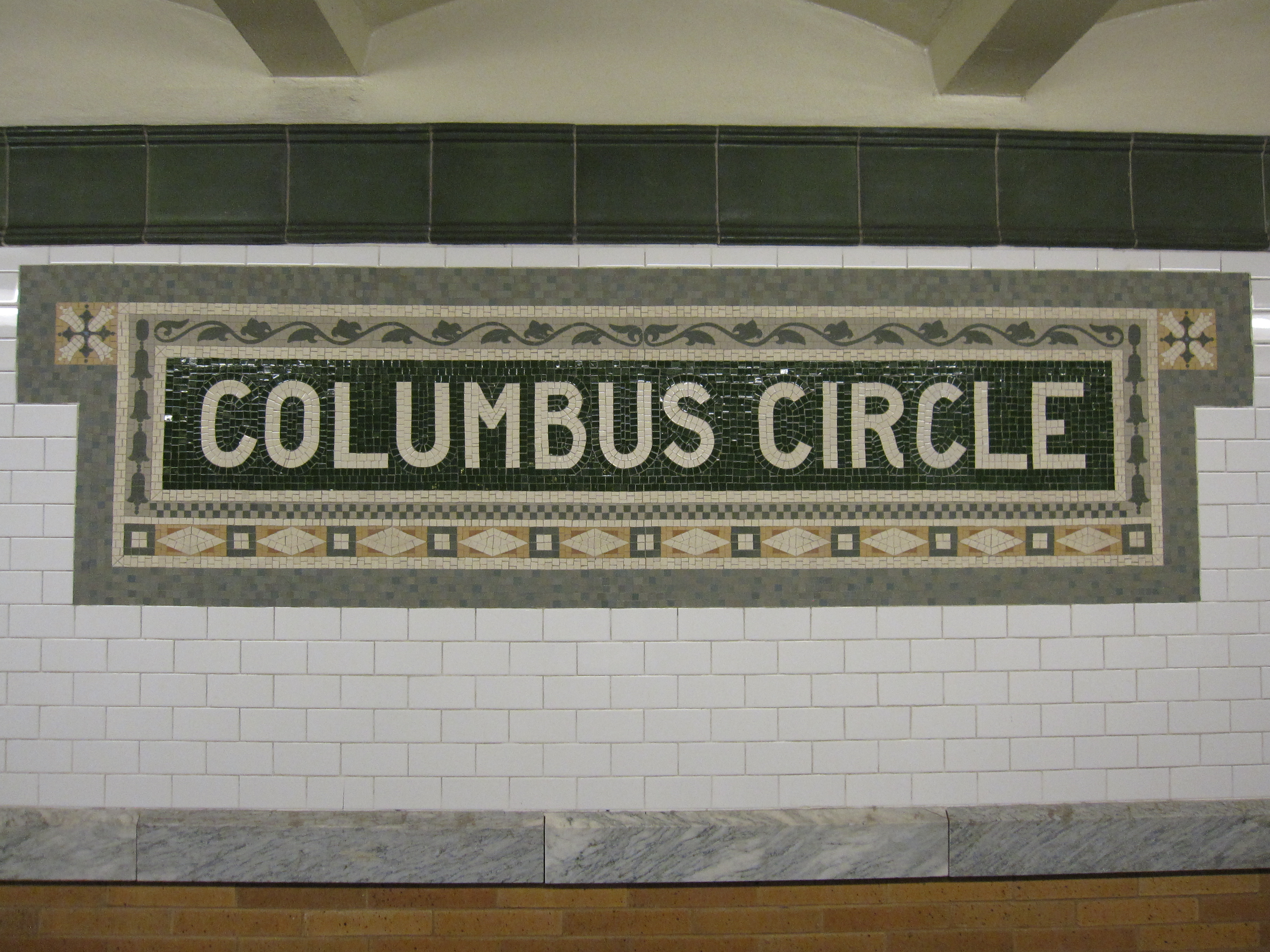
モザイクの駅名標
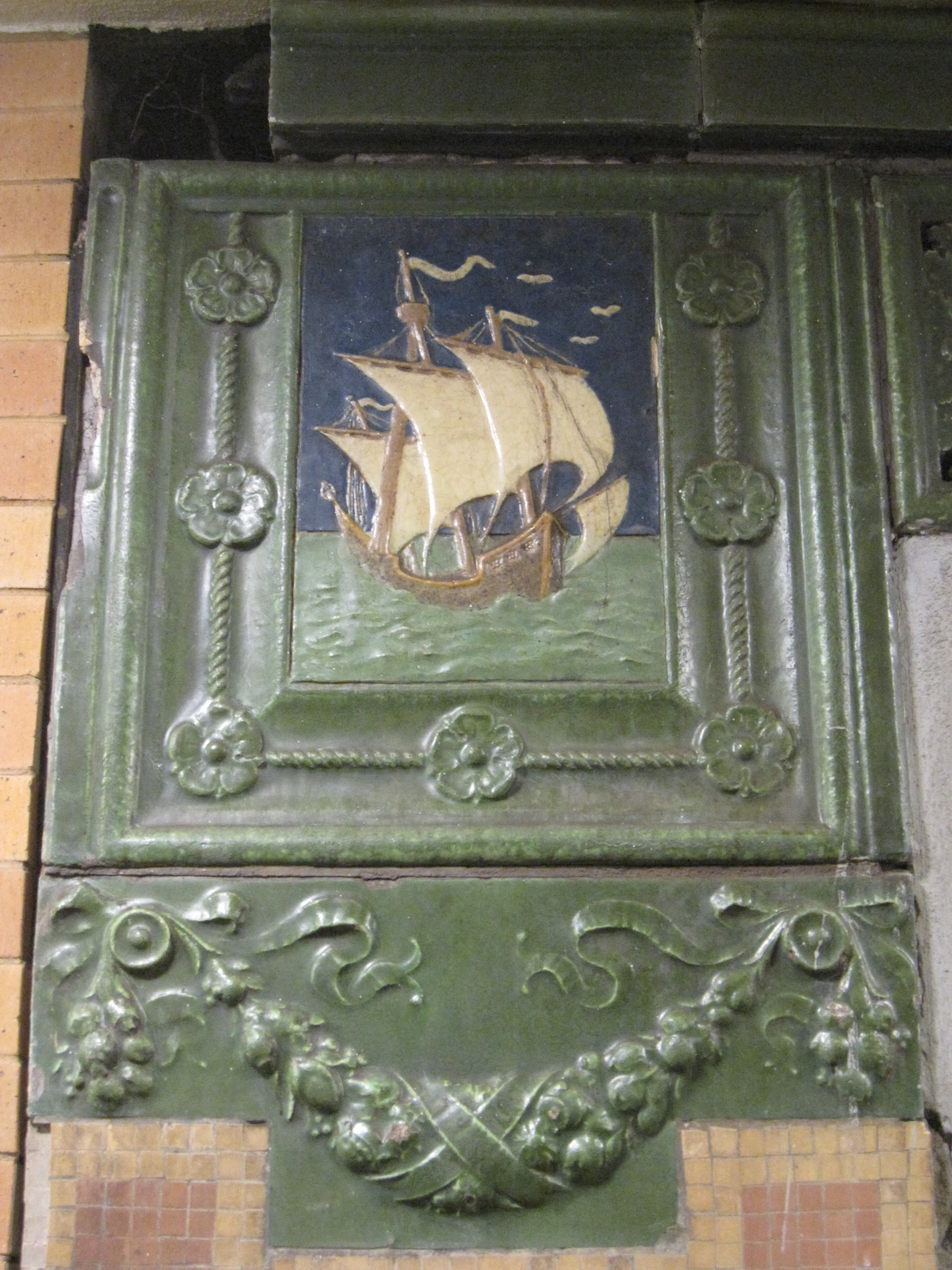
コロンブスのサンタ・マリア号をあしらったカルトゥーシュ
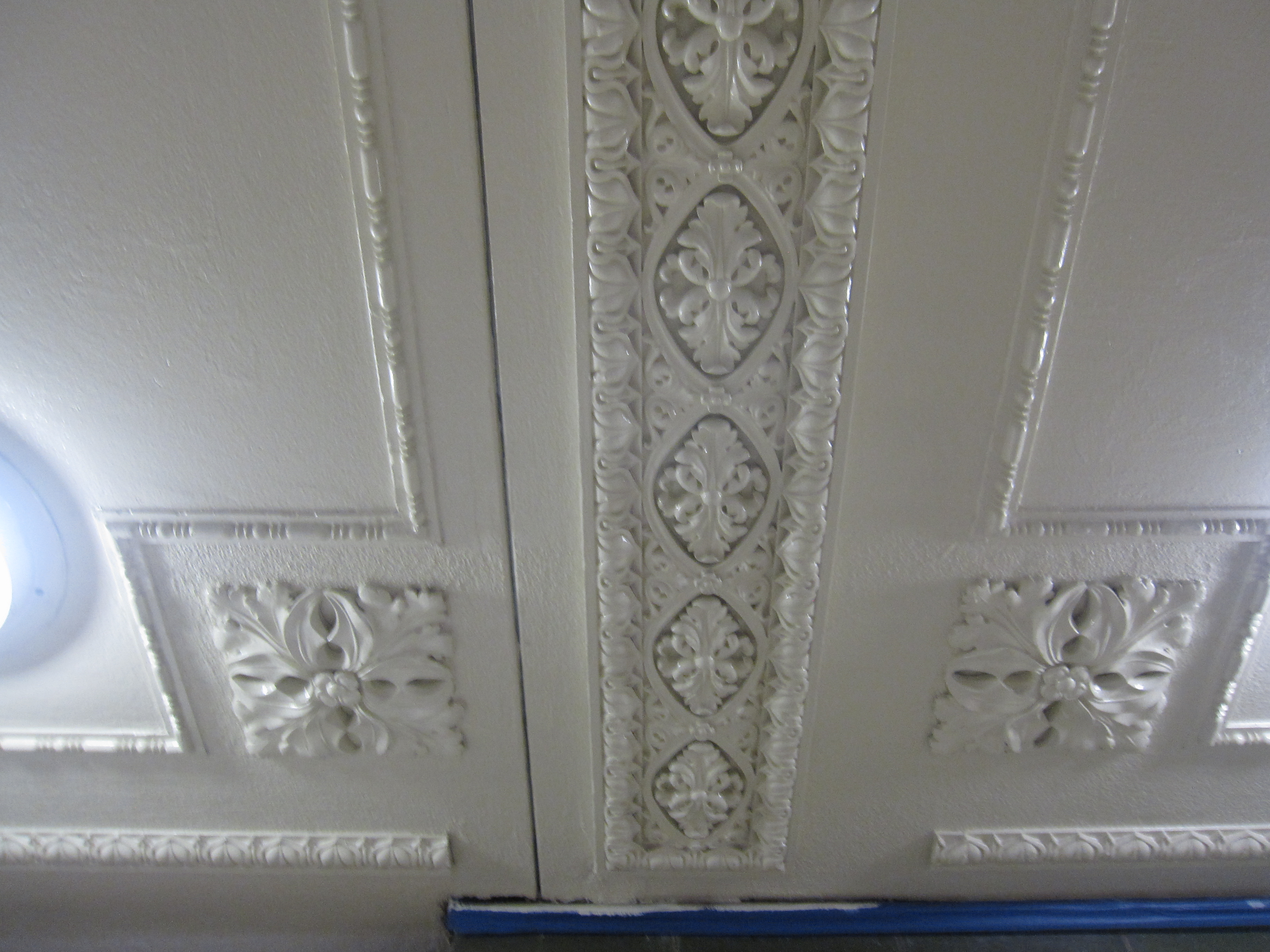
天井の装飾
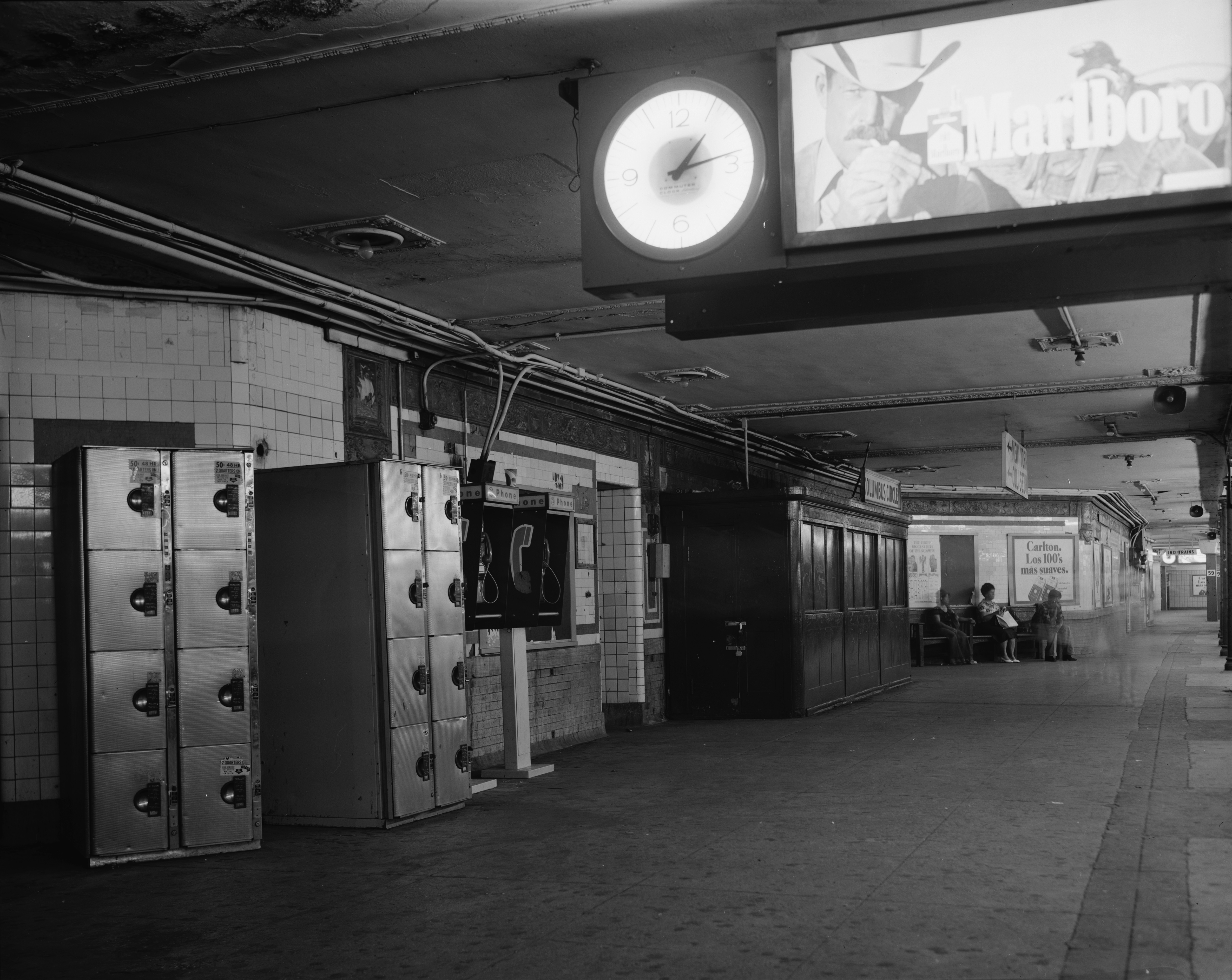
アップタウン方面ホームの様子（1978年）

## IND8番街線
IND8番街線 59丁目-コロンバス・サークル駅は1932年9月10日に開業した急行停車駅である。島式ホーム3面4線を備えるが、中央の1面は営業運転には使用されていない。
駅の南にIND6番街線経由で7番街駅に向かう分岐がある。駅の北側には北行・南行の渡り線があり、北行線は南行線の上に回り込み2層構造になって103丁目駅に向かっている。
北隣の急行停車駅は125丁目駅で、7駅飛ばしで5,391メートル（3.35マイル）離れている。これはニューヨーク市地下鉄の急行停車駅間の距離としては最長である。
中央ホームは1959年に初めて客扱いを行ったが、元々はスペイン方式（乗降を迅速化するため、両側のドアで客扱いを行う方法）を導入するために設置されたものであった。ところが、ニューヨーク市地下鉄の新型車のドア制御は両側のドアを同時に開けられるようになっておらず、スペイン方式は現実的でなくなってしまった。このため中央ホームは1973年11月8日に閉鎖され、2007年から2010年にかけてIRTブロードウェイ-7番街線（相対式ホーム）のホーム間連絡通路に改装された。合わせて利用者がホーム端に近づかないよう大きな金属製のフェンスが立てられた。
供用中の2本のホームには、それぞれ中程に階段2本とエレベーター1基、北端に階段1本が設けられており、IRTブロードウェイ-7番街線の北行ホームに出ることができる。また、南端の階段からはIRTブロードウェイ-7番街線の南行ホームに出ることができる。各ホーム中央には新聞スタンドがある。
当駅にはニューヨーク市の多数の芸術家や公立校の生徒が1992年に制作した Hello Columbus という作品が展示されていた。また、2009年には階段の壁面にソル・ルウィットが Whirls and Twirls というタイル画を制作した。駅の壁面には青いストライプの上に白字で59と大書されており、同様に42と大書されている42丁目-ポート・オーソリティ・バスターミナル駅と似た印象になっている。

### 画像

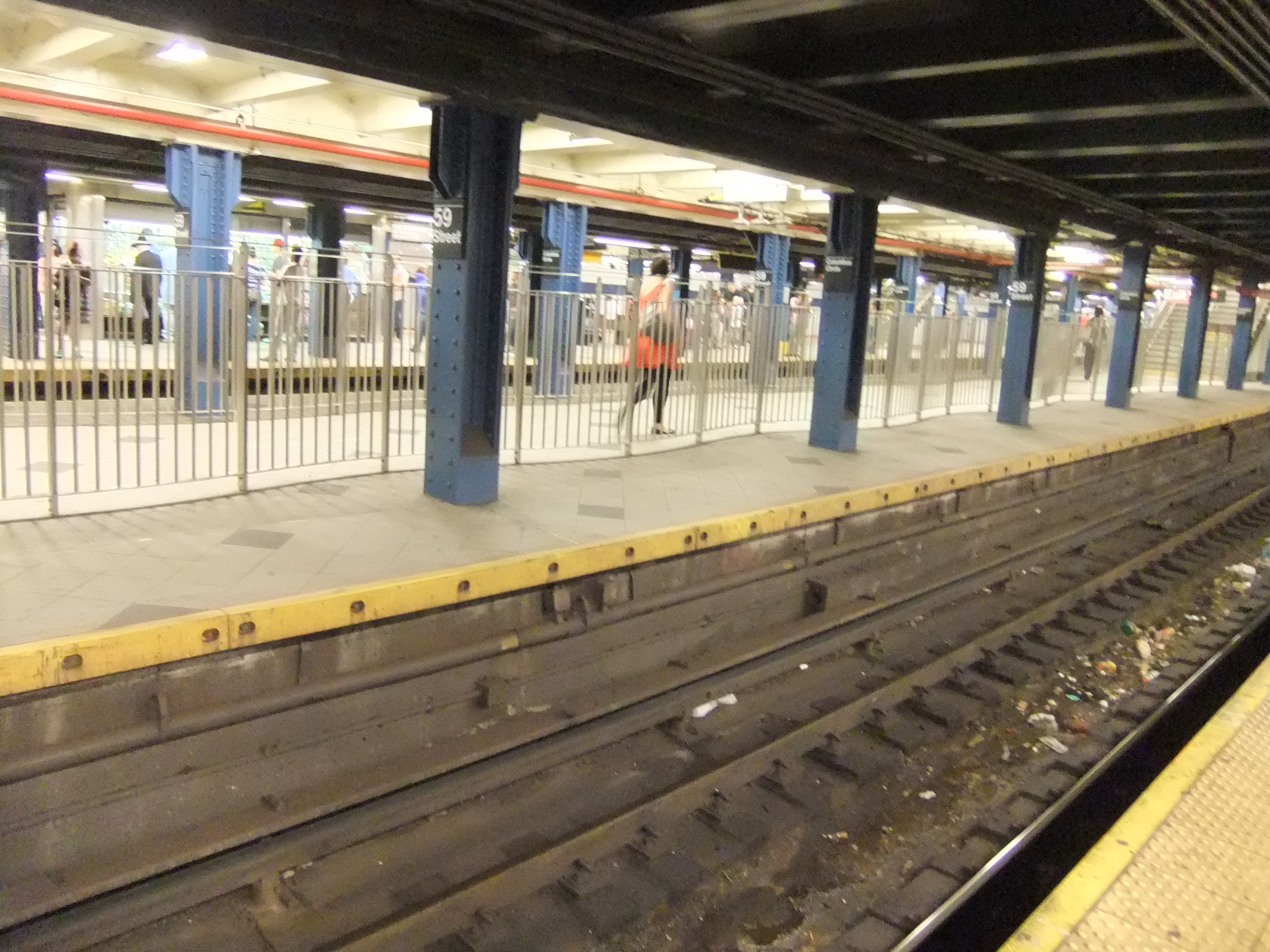
IND8番街線の中央ホームを転用したIRTブロードウェイ-7番街線のホーム間連絡通路
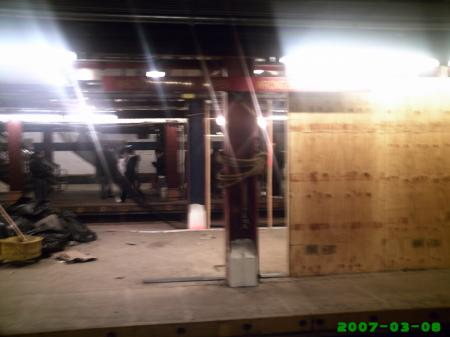
改装中の中央ホーム

## 周辺施設
- セント・ポール12使徒教会（英語版）（Church of St. Paul the Apostle）
- ミュージアム・オブ・アーツ・アンド・デザイン
- ニューヨーク工科大学
- 芸術高等学校（英語版）（Professional Children's School）
- ニューヨーク市立大学ジョン・ジェイ・カレッジ（英語版）（John Jay College of Criminal Justice）
- フォーダム大学

## 関連書籍
- Lee Stokey. Subway Ceramics : A History and Iconography. 1994. ISBN 978-0-9635486-1-0